# Académie lorraine des sciences
Pour les articles homonymes, voir ALS.
L'Académie lorraine des sciences (ALS) est une académie des sciences basée en Lorraine et fondée en 1828.
Elle est reconnue d'utilité publique par décret ministériel du 26 avril 1968,  et a pour but de « mettre en lumière les progrès des sciences, promouvoir leur diffusion et contribuer ainsi à leur rayonnement ».

## Histoire
C'est à Strasbourg qu'est fondée, le 6 décembre 1828, la Société du muséum d'histoire naturelle de Strasbourg, qui devient la Société des amis du muséum d'histoire naturelle de Strasbourg en 1834, puis la Société des sciences naturelles de Strasbourg en 1858. Après l'annexion par l'Allemagne en 1871 de l'Alsace-Moselle, la société se transfère à Nancy et prend le nom de Société des sciences de Nancy. Les statuts sont déposés en préfecture de Nancy le 10 mars 1873. En 1960, la société change de nom pour celui de Société lorraine des sciences puis Académie et Société lorraines des sciences en 1966. C'est lors de l'assemblée générale du 11 janvier 2001 que la société prend son nom actuel d'Académie lorraine des sciences.

## Les membres
L'Académie se compose de sociétaires, dont font partie les académiciens, et de membres d'honneur.
Les académiciens sont au nombre maximal de 50 et sont répartis en cinq sections :
1. mathématiques, physique, chimie, électronique, informatique et génie des procédés ;
2. biologie animale et végétale et sciences de l'environnement ;
3. médecine, médecine vétérinaire et pharmacie ;
4. sciences du sol, de la Terre et de l'Univers ;
5. sciences humaines.

### Académiciens célèbres
- Jules Beaupré (° 1859 - † 1921), président en 1921 ;
- Michel Boulangé (° 1929), académicien de la 3e section[4] ;
- Constant Burg (° 1924 - † 1998), académicien de la 3e section[4] ;
- Bruno Condé (° 1920 - † 2004), académicien de la 2e section[4] ;
- Jean-Paul Haton, académicien de la 1re section[4],[5] ;
- Claude Huriet (° 1930), académicien de la 3e section[4] ;
- Pierre-Louis Maubeuge (° 1923 - † 1999), académicien de la 4e section[4] ;
- Paul Remy (° 1894 - † 1962), académicien de la 2e section[4].

### Autres membres célèbres
Émile André,
Hippolyte Bernheim,
Gustave-Marie Bleicher,
Eugène Boeckel,
Joseph Duval-Jouve,
Louis Georges Duvernoy,
Stéphane Errard,
Albin Haller,
Jean-Louis-Alexandre Herrenschneider,
René Hodot,
Émile Küss,
Frédéric Kirschleger,
Dominique Auguste Lereboullet,
Alexis Millardet,
Ferdinand Monoyer,
Henri Poincaré,
Jean Poirot,
Pierre-Frédéric Sarrus,
Guillaume Philippe Schimper,
Charles Schützenberger,
Jean Paul Vuillemin.

## Publications
- Mémoires de la Société d'histoire naturelle de Strasbourg  (ISSN 1155-1127) : de 1830 à 1870.
- Bulletin de la Société des sciences naturelles de Strasbourg  (ISSN 1140-6380) : de 1868 à 1870.
- Bulletin de la Société des sciences de Nancy  (ISSN 0366-3604) : de 1873 à 1899.
- Bulletin des séances de la Société des sciences de Nancy  (ISSN 2263-6242) : de 1899 à 1914.
- Bulletin de la Société des sciences de Nancy  (ISSN 1155-1100) : 1920 à 1928.
- Mémoires de la Société des sciences de Nancy  (ISSN 0369-2183) : de 1929 à 1939.
- Bulletin mensuel de la Société des sciences de Nancy  (ISSN 1155-1119) : de 1936 à 1960.
- Bulletin de la Société lorraine des sciences  (ISSN 0366-340X) : de 1961 à 1962.
- Bulletin de l'Académie et de la Société lorraines des sciences  (ISSN 0567-6576) : de 1933 à 1999.
- Bulletin de l'Académie lorraine des sciences  (ISSN 1635-8597) : depuis 2000.
- ALS Mag  (ISSN 2263-6129) : depuis 2010 (magazine annuel consacré à un thème).

Numérisation des publications : INIST.

## Prix
Depuis 2008, l'Académie lorraine des sciences décerne chaque année un Grand Prix, pour la réalisation d'une œuvre commercialisée et susceptible d'intéresser un large public :
- en 2008, Fleurentin, J. - Les plantes qui nous soignent, traditions et thérapeutiques, éd. Ouest-France ;
- en 2009, Schwaab, F. et al. - Connaître et protéger les chauves-souris de Lorraine, CPEPESC Lorraine, Nancy ;
- en 2010, Parmentelat, H. - Merveilles des Vosges : fleurs, arbres et milieux naturels remarquables, éd. Place Stanislas, Nancy ;
- en 2011, Nogret, J.-Y. et Vitzthum, S. - Insectes remarquables de Lorraine et d'Alsace, éd. Serpenoise, Metz ;
- en 2012, Vincler, J. - Les coulisses de la guerre de 1870, éd. Serpenoise, Metz ;
- en 2013, Vernier, F. et al. - Floraine Atlas de la flore lorraine, éd. Vent d'est, Strasbourg ;
- en 2014, Fenchelle-Charlot, C. - Jules Crevaux, l'explorateur de l'Amazonie : de la Guyane aux Andes, éd. G. Louis ;
- en 2015, Litzenburger, L. - Une ville face au climat : Metz à la fin du Moyen Âge (1400-1530), PUN, éd. Univ. de Lorraine, Nancy ;
- en 2016, Jalabert, L. - Post Mortem 1914-1918, Patrie et corps du soldat : entre l'oubli et la reconnaissance, éd. Vent d'est, Strasbourg ;
- en 2017, Demouy, P. - Le sacre du roi, éd. La Nuée Bleue, Strasbourg ;
- en 2018, Dauphant, L. - Géographies - Ce qu'ils savaient de la France, éd. Champ Vallon ;
- en 2019 : Bareth, D.-F. - La décision secrète d'Eisenhower, éd. La Nuée Bleue, Strasbourg.

L'ALS honore également chaque année d'un prix un jeune chercheur ayant préparé une thèse de doctorat dans l'un des laboratoires de l'Université de Lorraine :
- en 2007, Étienne Dague pour sa thèse en pharmacie intitulée Physico-chimie des interfaces bactérie-solution aqueuse ;
- en 2008, Christophe Candolfi pour sa thèse en physique intitulée Synthèse, caractérisation physico-chimique et propriétés de transport de composés de type Mo3Sb7 ;
- en 2009, Frédéric Pennetah pour sa thèse en informatique intitulée Méthodes d'extraction de connaissances à partir de données modélisables par des graphes. Applications à la synthèse organique ;
- en 2010, 
  - Xavier Roussel pour sa thèse en biologie intitulée Enzymologie moléculaire d'une sulfinylréductase, la sulfirédoxine : caractérisation du mécanisme catalytique ;
  - prix spécial à Sacha Bohler et la section des sciences de l'Institut grand-ducal du Luxembourg pour Les effets de l'ozone sur les processus foliaires du peuplier ; une approche protéomique ;
- en 2011, Florent Allix pour sa thèse en chimie intitulée Étude physico-chimique des organogels et aérogels ;
- en 2012, Oana Ionescu-Riffaud pour sa thèse en sciences économiques intitulée Réversibilité du stockage géologique des déchets radioactifs : la théorie des options réelles dans l'aide à la décision ;
- en 2013, Thomas Blaise pour sa thèse en sciences de la Terre intitulée Histoire thermique et interactions fluides-roches dans l'Est du Bassin de Paris ;
- en 2014, Chiara Bernardi pour sa thèse en médecine intitulée Lymphocytose polyclonale à lymphocytes binucléés (LPLB) : registre français et étude transcriptomique (patients versus témoins) ;
- en 2015, Romain Duboscq pour sa thèse en mathématiques intitulée L'équation de Schrödinger : simulation du comportement stochastique des condensats de Bose-Einstein en rotation ;
- en 2016 : pas de prix ;
- en 2017, Julie Bour pour sa thèse en histoire intitulée Entre national et local : Louis Jacquinot, archéotype du notable modéré ;
- en 2018, Pan Dan[16] pour sa thèse en biologie intitulée Nouvelles approches en ingénierie vasculaire basées sur un scaffold fonctionnalisé, une matrice extracellulaire naturelle et une cellularisation intraluminale : de la caractérisation à la validation chez l'animal ;
- en 2019, Hugo Gattuso pour sa thèse en chimie intitulée Photosensibilisation de l'ADN : modélisation des interactions entre la lumière et les systèmes moléculaires complexes ;
- en 2020, Mathilde Calcio Gaudino pour sa thèse en droit intitulée Droit de la consommation et régime de l'obligation. Essai de construction d'un régime de l'obligation consumériste au travers de l'exemple de la prescription.

## Colloques
Régulièrement, l'ALS organise des colloques dont les actes sont disponibles sur le site de l'Academie :
- 2009 (22 nov.) : Darwin, héritage et enjeux pour notre société
- 2010 (20 nov.) : Mathématiques et société
- 2014 (15 nov.) : Les cristaux de demain dans notre quotidien
- 2017 (22 mai) : Le stockage de l'énergie pour la mobilité contemporaine
- 2021 (29 mai) : Pandémie Covid-19 : retours d'expériences (vidéo colloque disponible en ligne[17])